# Zarudzie (przystanek kolejowy)
Zarudzie (ukr. Заруддя, ros. Зарудье) – przystanek kolejowy w miejscowości Zarudzie, w rejonie dubieńskim, w obwodzie rówieńskim, na Ukrainie.